# Rezervat biosfere
Rezervat biosfere su područja kopnenih i obalnih ekosustava, koji su međunarodno priznati unutar UNESCO-ovog programa za promicanje i prikazivanje uravnoteženog odnosa između ljudi i prirode.
To su područja u kojima važe tri osnovna cilja: očuvanje prirodne baštine, te bioraznolikosti, održivog razvitka i znanstvenoga istraživanja i praćenja.
Rezervate biosfere nominiraju nacionalne vlade i ostaju pod jurisdikcijom države u kojoj se nalaze, dok je njihov status internacionalno prepoznat. Do lipnja 2015. god. prepoznata su 651 rezervata biosfere u 120 zemalja, uključujući njih 15 prekograničnih rezervata biosfere.

## Biosferni rezervati u Hrvatskoj
- 1978. g. Planina Velebit je uvrštena u svjetsku mrežu rezervata biosfere. 1981.g. je proglašen Park Prirode Velebit.
- 2012. g. Regionalni park Mura-Drava uvršten u svjetsku mrežu rezervata biosfere.